# Nyctemera paroella
Nyctemera paroella är en fjärilsart som beskrevs av Embrik Strand 1922. Nyctemera paroella ingår i släktet Nyctemera och familjen björnspinnare. Inga underarter finns listade i Catalogue of Life.